# Nationales Korps
Das Nationale Korps (Національний корпус|Natsionalnyi korpus), auch bekannt als National Korps Partei, ist eine rechtsextreme politische Partei in der Ukraine, die 2016 von Asow-Brigade-Kommandant Andrij Bilezkyj gegründet und geleitet wurde. Bilezkyj hatte zuvor die rechtsextremen Gruppen Patriot der Ukraine (2006) und die Sozial-Nationale Versammlung (2008) gegründet und geleitet.
Zur Parlamentswahl 2019 bildete das Nationale Korps mit der Regierungsinitiative von Dmytro Jarosch, dem Rechten Sektor und der Allukrainische Vereinigung „Swoboda“ eine landesweite Liste, die mit 2,15 % der Stimmen an der Fünfprozenthürde scheiterte und somit keinen Sitz in der Werchowna Rada erreichte. Nach Beginn des Einmarsches Russlands in der Ukraine beendete die Partei ihre politischen Aktivitäten.

## Geschichte
Ende 2015 wurde die Vorgängerorganisation Patriot der Ukraine (Патріот України) als politische Partei registriert; politische Aktivitäten wurden nicht aufgenommen.
Am 14. Oktober 2016 nahmen 292 Delegierte aus der ganzen Ukraine am bombastisch inszenierten öffentlichen Gründungskongress des Nationalen Korps in Kiew teil. Die Delegierten wählten den Gründer der Asow-Brigade und damaligen Werchowna-Rada-Abgeordneten Andrij Bilezkyj einstimmig zum Parteiführer, Kommandant Nasarij Krawtschenko vom Asow-Hauptquartier als stellvertretenden Vorsitzenden, und ernannten Mitglieder des Regierungsrats der Partei. Der Gründungskongress genehmigte Änderungen an der Satzung und dem politischen Programm der Partei. Die Parteiführung der neonazistisch Kleinstpartei „Der Dritte Weg“ nahm mit einer Delegation teil.
Der Kongress endete mit einem „Marsch der Nation“, der gemeinsam mit dem Rechten Sektor organisiert wurde. Etwa 5.000 Menschen nahmen an dem Fackelmarsch teil, der vom Denkmal Mutter Ukraine im Nationalen Museum der Geschichte der Ukraine im Zweiten Weltkrieg zur Kiewer Sophienkathedrale zog. Einige der Demonstranten trugen das gelb-blaue Symbol der Brigade Asow, welches die Wolfsangel enthält, ein Symbol mit Bezug zum Nationalsozialismus. Der 14. Oktober wird als Tag der Verteidiger und Verteidigerinnen der Ukraine gefeiert; 2015 wurde er zum öffentlichen Feiertag erklärt.
Mitglieder beim Nationalen Korps waren vornehmlich Veteranen des Asow-Battaillons und Mitglieder des Asow-Zivilkorps, der zivile Arm des Asow-Bataillons.
Im März 2017 beteiligte das Nationale Korps sich gemeinsam mit Swoboda und Rechter Sektor an einem Bündniskongress im „Haus des Lehrers“ (Pädagogisches Museum Kiew), bei dem die Führer dieser drei Parteien in einer feierlichen Zeremonie ein „Nationales Manifest“ unterzeichneten. Darin forderten sie unter anderem die Schaffung eines antiliberalen und antirussischen mittelosteuropäischen Staatenblocks zwischen Ostsee und Schwarzem Meer („Intermarium“) sowie die Wiederaufrüstung der Ukraine zur Atommacht.

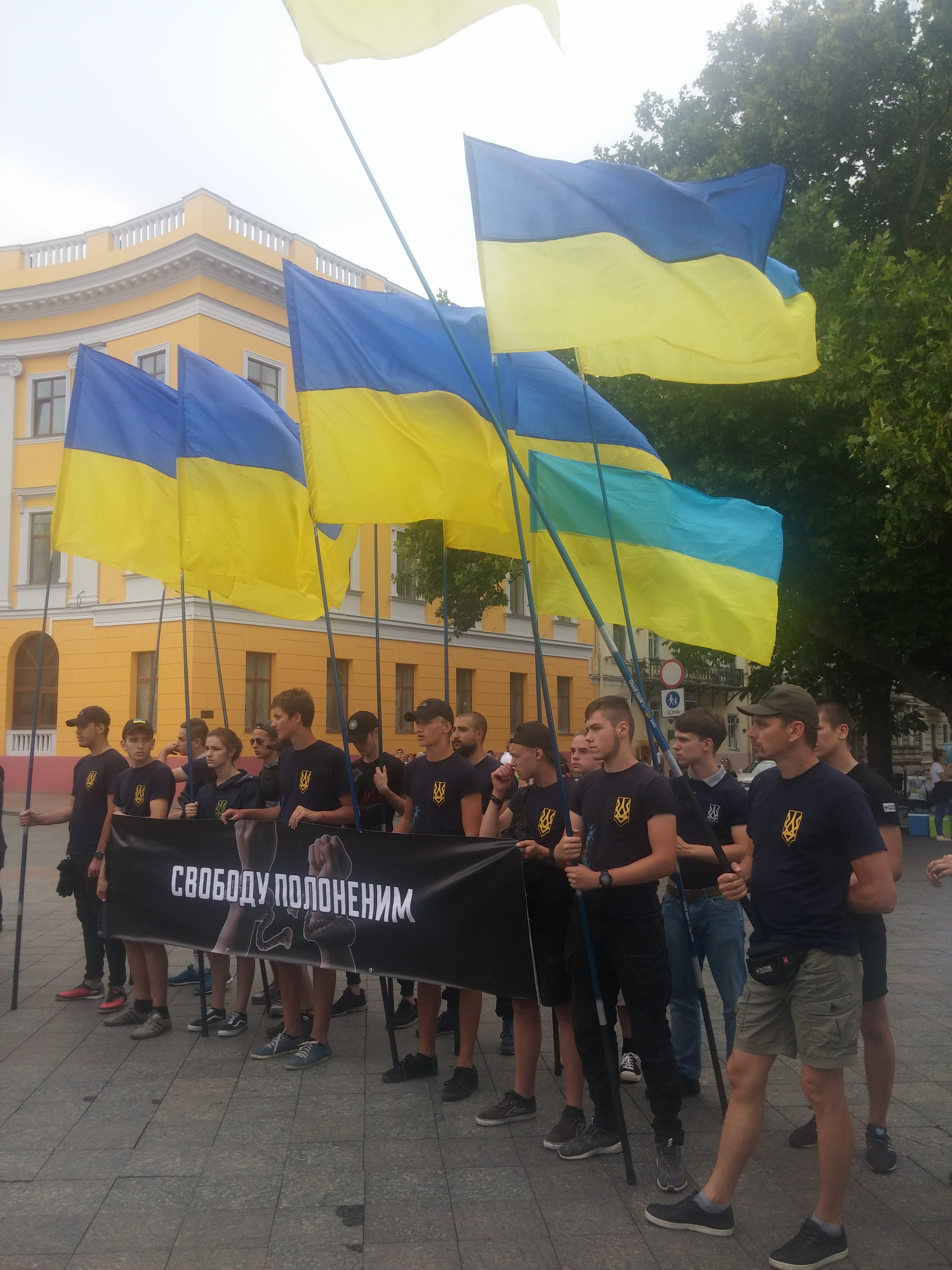
Nationales Korps in Odessa, Juli 2018

2018 wurde Olena Semenjaka zur internationalen Sekretärin der Partei ernannt.
Im November 2018 lehnte das Nationale Korps ab, Ruslan Koschulynskyj und seinen Wahlkampf für die Präsidentschaftswahl in der Ukraine 2019 zu unterstützen.
Ende Januar 2019 schloss Biletsky jedoch seine Teilnahme an den Präsidentschaftswahlen aus und erklärte, dass er alle Anstrengungen unternehmen werde, „um unsere Zahl auf 50.000 Menschen zu erhöhen“ und versprach, einen erfolgreichen Wahlkampf für die ukrainischen Parlamentswahlen 2019 anzuführen.
Laut Bellingcat genehmigte die ukrainische Regierung im Jahr 2019 über 8 Millionen Hrywnja für „national-patriotische Bildungsprojekte“ für ukrainische Jugendliche, wovon 30.000 US-Dollar „anscheinend“ mehreren neofaschistischen Gruppen, darunter das National Korps, zugeteilt wurden.
Bei den Präsidentschaftswahl in der Ukraine 2019 beteiligte sich das Nationale Korps an einer gemeinsamen Parteiliste mit der Allukrainischen Vereinigung „Swoboda“, der „staatsmännischen Initiative“ von Dmytro Jarosch dem Rechten Sektor. Allerdings erreichte die Koalition nur 2,15 % der Stimmen, verfehlte somit klar die 5%-Hürde und erhielt kein Mandat in der Werchowna Rada. Dem Nationalen Korps gelang es auch nicht, ein Direktmandat in einem Wahlkreis zu gewinnen.
2019 kam es zu Konflikten mit dem ukrainischen Präsidenten Wolodymyr Selenskyj wegen seines Plans, entsprechend der Steinmeier-Formel Teilen der Ostukraine eine begrenzte Autonomie zu gewähren, wogegen das Nationale Korps Widerstand leistete.
Bei den ukrainischen Kommunalwahlen 2020 gewann die Partei 23 Abgeordnete und somit 0,04 % aller verfügbaren Mandate.
Um 2020 war das Nationale Korps in gewaltsame Auseinandersetzungen mit Anhängern pro-russischer Gruppen wie der Partei Schariy und Patrioten – Für das Leben verwickelt.
Das Nationale Korps vernetzte sich weltweit mit rechtsextremen Aktivisten, beispielsweise durch Kontakte mit der US-amerikanischen Rise Above Movement, wobei die Sprecherin Olena Semenyaka bei dieser Vernetzung eine wichtige Rolle spielt.
2022 stellte das Nationale Korps nach Beginn des Einmarsch Russlands in der Ukraine seine politischen Tätigkeiten ein. Die meisten Aktivisten engagierten sich stattdessen für die bewaffnete Verteidigung des Landes. Andrij Biletsky gründete hierzu den Freiwilligenverband „Dritte Separatsturm-Brigade“ der die gleichen Grundsätze wie die Asow-Brigade habe: Ukraine-Zentriertheit, Traditionalismus, Hierarchie und Verantwortung. Am 9. März wurde die Abteilung zu den Asow-Spezialkräften innerhalb der ukrainischen Streitkräfte erweitert und im Januar 2023 zu einer Brigade der ukrainischen Streitkräfte ausgebaut.

## Politik und Ideologie

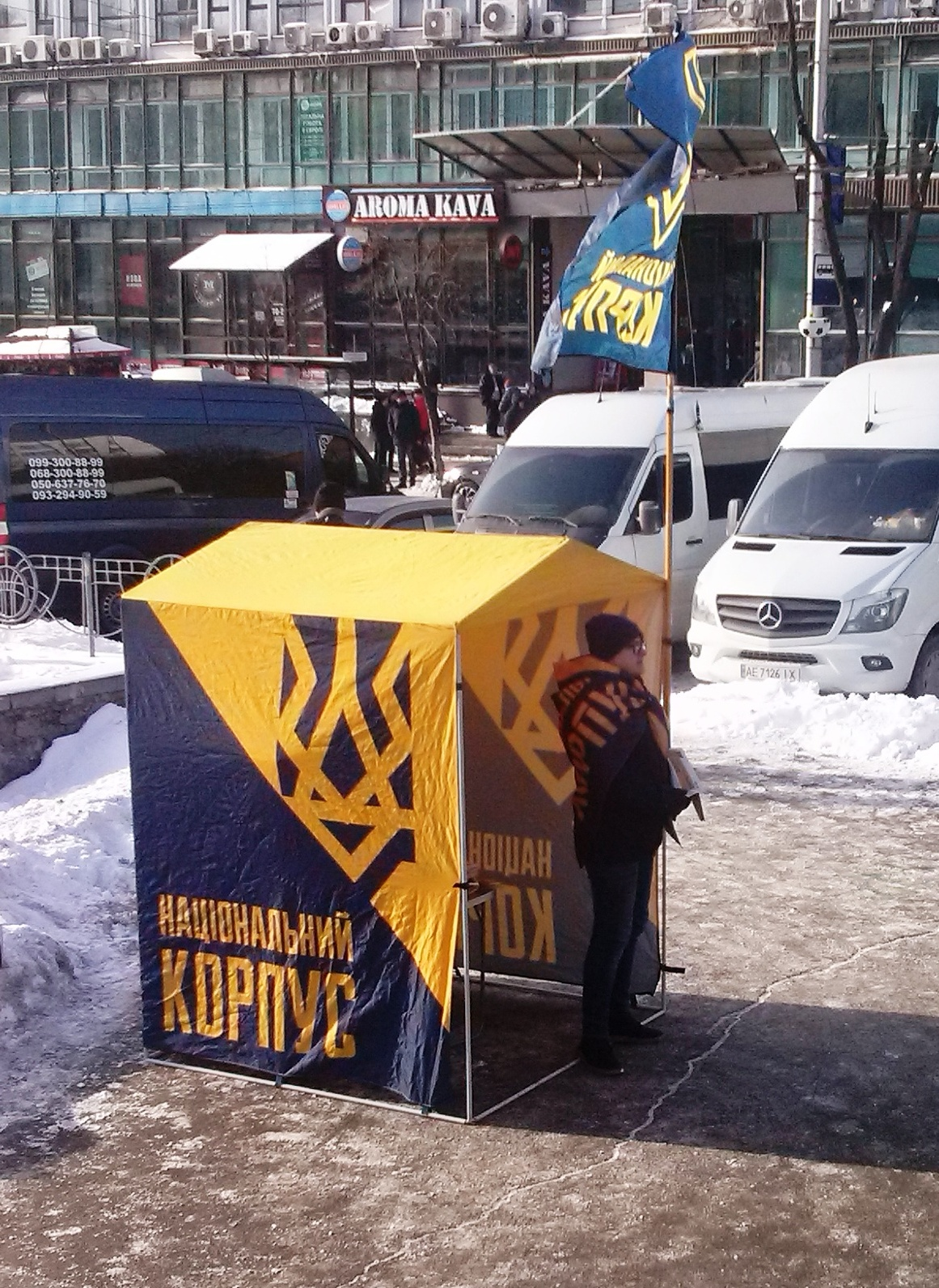
Wahlkampfstand des Nationalen Korps

Laut der von Freedom House unterstützten ukrainischen Organisation „Reporting Radicalism in Ukraine“ seien die Mitglieder des Nationalen Korps nicht homogen. Ihre Mitglieder stammten sowohl aus rechtsextremen Gruppen als auch aus Fußball-Hooligans, insbesondere von Dynamo Kiew. Die größte Gruppe ihrer Mitglieder seien junge Menschen, die durch den Russisch-Ukrainischen Krieg 2014 politisiert wurden und oft für die Teilnahme an Kundgebungen bezahlt werden. Die zweitgrößte Gruppe sind Asow-Veteranen.
Ihre Mitglieder „gestalteten ihre Ideologie und ihr öffentliches Erscheinungsbild als eine weniger radikale Organisation als Andrij Biletskyi's frühere politische Projekte“, indem sie beispielsweise keine rassistische Sprache verwendeten, auf neonazistische Symbole verzichteten und stattdessen ukrainisch-nationalistische Bilder nutzten und sich an führende Vertreter der jüdischen Gemeinschaft wandten. 2022 beschrieb einer ihrer Sprecher ihr Programm als ähnlich einer „europäischen rechtskonservativen Partei, aber sie sei definitiv nicht ultrarechts“.
Rechtsextremismus-Experten wie Taras Kuzio von der Henry Jackson Society bezeichnen das Nationale Corps „am ehesten mit so etwas wie ... Neonazis“. In einem Länderbericht bezeichnete das US-Außenministerium 2018 das Nationale Korps als eine der „nationalistischen Hassgruppen“ der Ukraine.
Seit 2016 setzt sich das Nationale Korps für eine Ausweitung der Macht des Staatsoberhaupts ein, indem es dem Präsidenten der Ukraine die uneingeschränkte Befugnis einräumt, Oberbefehlshaber der Streitkräfte der Ukraine sowie Ministerpräsident der Ukraine zu werden und unterstützt den Übergang zu einem Präsidialsystem.
Seit 2016 befürwortet das Nationale Korps die Wiederherstellung des Status der Ukraine als Atommacht und unterstützt die Wiederverstaatlichung von Unternehmen, die nach der Ukrainische Unabhängigkeitserklärung 1991 im Besitz der Ukrainische SSR waren. Die Partei will, dass die Ukraine ein neutrales Land wird.
Das Nationale Korps lehnt Russland und seine Außenpolitik entschieden ab und befürwortet nachdrücklich den Abbruch aller diplomatischen, wirtschaftlichen und kulturellen Beziehungen zu Russland. Die Partei ist auch gegen den Beitritt der Ukraine zur Europäischen Union und spricht sich lautstark gegen eine Annäherung an die NATO aus.
Das Nationale Korps unterstützt Protektionismus, lehnt den Freihandel und die Transatlantische Handels- und Investitionspartnerschaft (TTIP) ab.
Das Nationale Korps strebt die Schaffung eines Intermarium-Staatenbundes an, der die gesamte Ukraine, Belarus, Polen, Litauen, Lettland, Estland, die Tschechische Republik und die Slowakei umfassen würde.
Die Partei befürwortet die Ausweitung des Waffenrechts sowie ein öffentliches Referendum über die Wiedereinführung der Todesstrafe für Hochverrat und die Veruntreuung staatlicher Gelder.

## Wahlergebnisse

### Werchowna Rada
| Jahr   | Anzahl Stimmen | % Stimmenanteil | Anzahl Sitze | Sitze Veränderung | Regierung |
| ------ | -------------- | --------------- | ------------ | ----------------- | --------- |
| [ 24 ] | 315,530        | 2.15 #11        | 0            |                   | keine     |

### Präsidentschaftswahl
| Wahljahr | Kandidat        | Stimmen 1. Wahlgang   | % beim 1. Wahlgang Anteil | Stimmen 2. Wahlgang | % beim 2. Wahlgang |
| -------- | --------------- | --------------------- | ------------------------- | ------------------- | ------------------ |
| 2019     | Andrij Bilezkyj | Beteiligung abgelehnt | —                         | —                   | —                  |